# Epistulae ex Ponto
Epistulae ex Ponto или Писма от Черно море е произведение на Овидий в четири книги от 1 век.
Написана от 10, 12 до 17 г. по време на изгнанието му в Томи (Tomoi, Tomis) в Малка Скития. Поемата е в книгите 3 – 5, като продължение на книгата му Tristia и съдържа писма до приятелите му, един от които е Публий Помпоний Грецин, до когото е адресирал през 10 г. три писма.
През 1821 г., по време на изгнанието му в Одеса, Александър Пушкин пише отговор „response“ на латинската поема, наречен To Ovid.

## Издания
- Ovid with an english Translation. Tristia. Ex Ponto. By Arthur Lesley Wheeler. (Loeb Classical Library) Harvard University Press, Cambridge, Mass. 1939 (Digitalisat).
- Publius Ovidius Naso: Briefe aus der Verbannung. Tristia – Epistulae ex ponto. Übersetzt von Wilhelm Willige. Eingeleitet und erläutert von Niklas Holzberg. Fischer Taschenbuch, Frankfurt am Main 1993, ISBN 3-596-10498-X.
- Beatrice Larosa: P. Ovidii Nasonis Epistula ex Ponto III 1. Testo, traduzione e commento. De Gruyter, Berlin u.a. 2012, ISBN 978-3-11-029849-9.
- Matthew M. McGowan (2009). Ovid in Exile: Power and Poetic Redress in the Tristia and Epistulae Ex Ponto. BRILL. ISBN 90-04-17076-6.